# Osservatorio Astronomico di Capodimonte

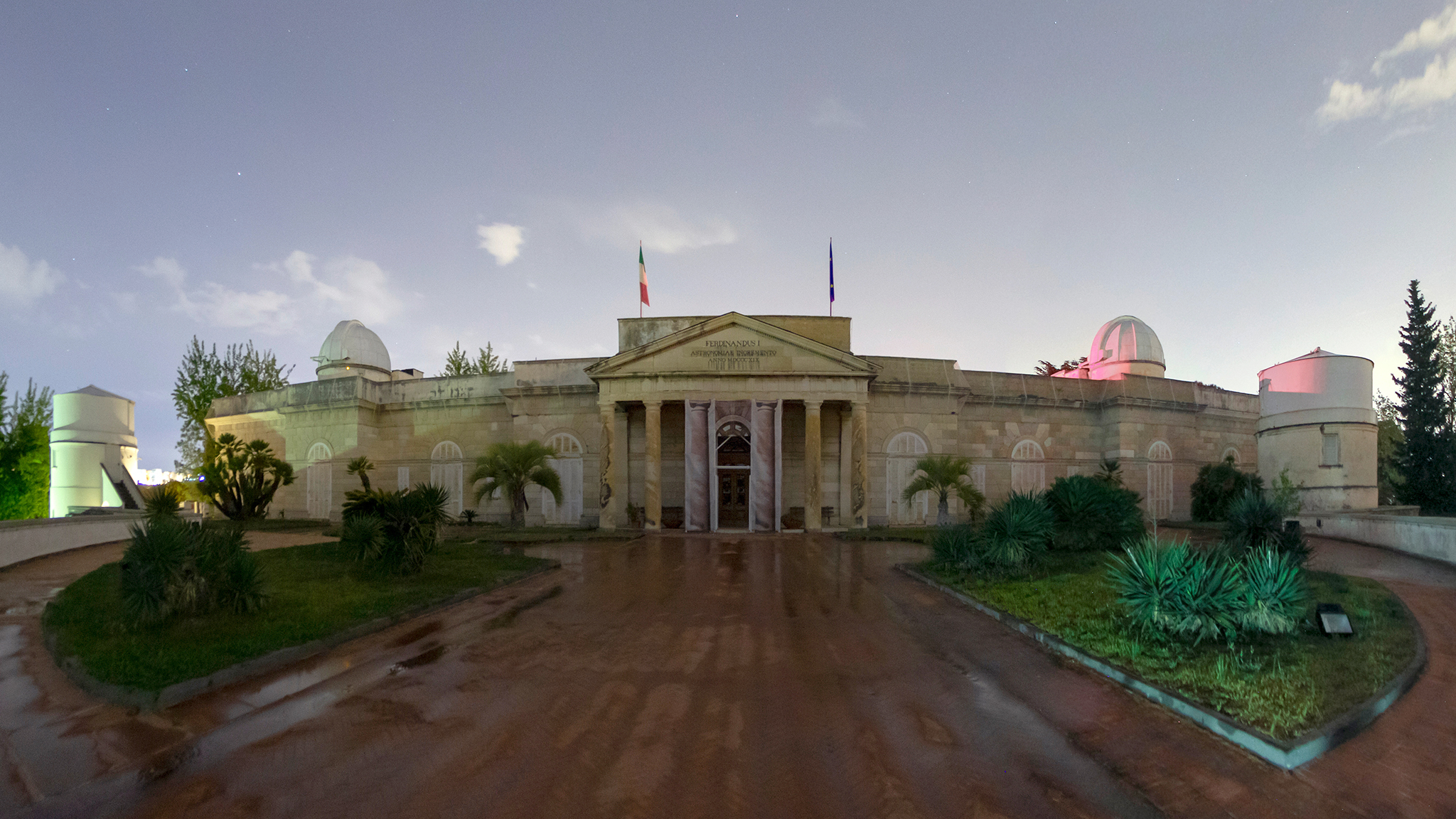
Das Osservatorio Astronomico di Capodimonte bei Nacht

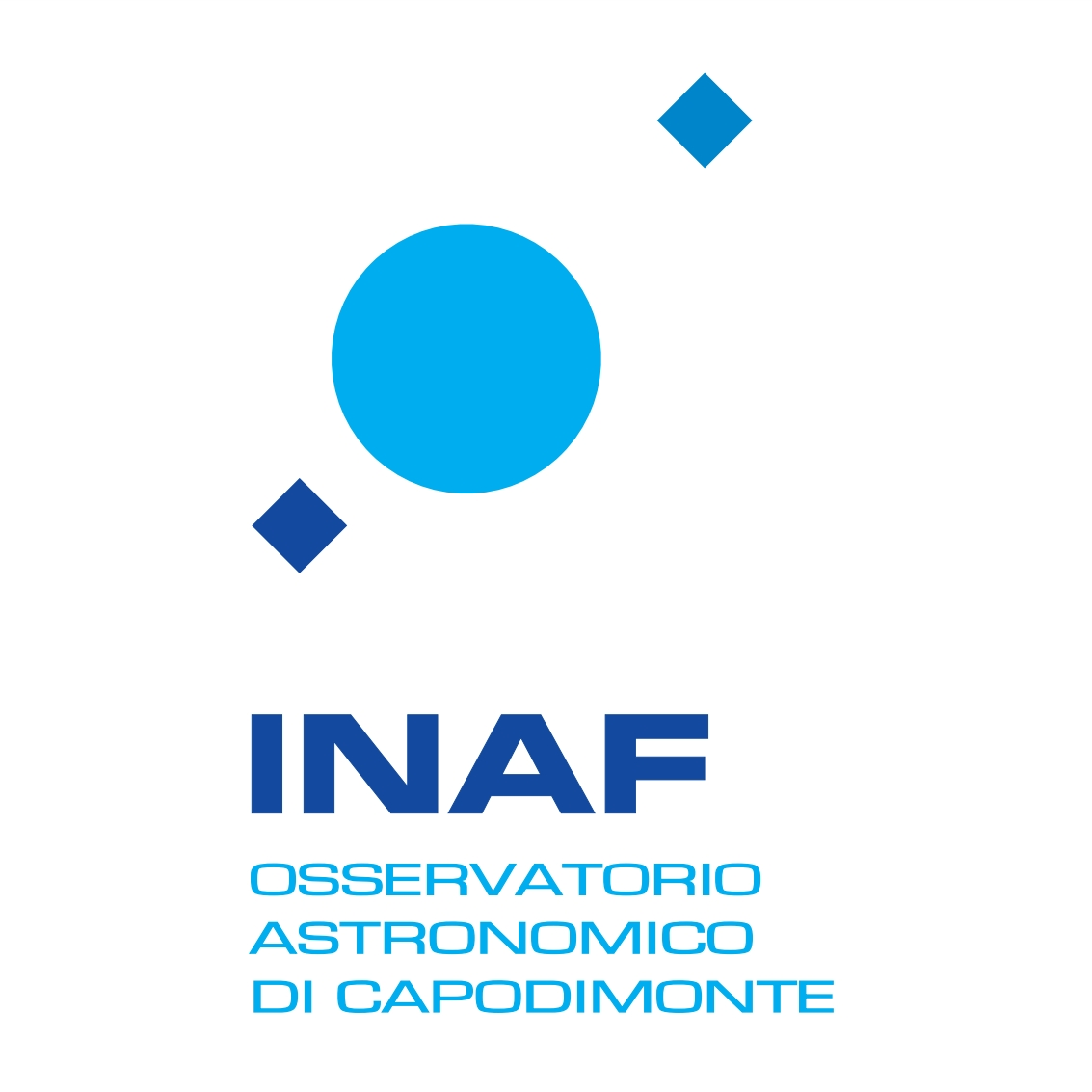
Das Logo der Sternwarte

Das Osservatorio Astronomico di Capodimonte, englisch Astronomical Observatory of Capodimonte, ist eine Sternwarte des Istituto Nazionale di Astrofisica von Italien. Sie befindet sich auf dem Capodimonte, einem Hügel in Neapel.
Sie verfügt über ein 40-cm-Ritchey-Chretien-Spiegelteleskop, einen Meridiankreis, einen funktionsfähigen historischen Refraktor aus dem Jahr 1864, ein Museum über astronomische Instrumente und über ein Planetarium.

## Direktoren
- Giuseppe Cassella (1791–1808)
- Ferdinando Messia de Prado (1809–1810)
- Federigo Zuccari (1811–1817)
- Carlo Brioschi (1817–1833)
- Ernesto Capocci (1833–1850)
- Leopoldo Del Re (1850–1855) interim
- Leopoldo Del Re (1855–1860)
- Ernesto Capocci (1860–1864)
- Annibale de Gasparis (1864–1889)
- Emmanuele Fergola (1889–1909)
- Francesco Contarino (1910–1912)
- Azeglio Bemporad (1912–1932)
- Luigi Carnera (1932–1948)
- Attilio Colacevich (1948–1953)
- Tito Nicolini (1953–1955) incaricato
- Massimo Cimino (1955–1957)
- Tito Nicolini (1957–1969)
- Mario Rigutti (1969–1992)
- Massimo Capaccioli (1993–2005)
- Luigi Colangeli (2005–2010)
- Massimo Della Valle (2010–2017)
- Marcella Marconi (2018–2023)
- Pietro Schipani (2024- )